# Iglesia del Gesù (Filipinas)
La Iglesia del Gesù es una destacada iglesia católica que se encuentra situada en el campus de la universidad del Ateneo de Manila en Filipinas. Diseñada por José Pedro Recio y Carmelo Casas, el edificio de estructura triangular simboliza a la Santísima Trinidad, así como la triple misión y visión de la escuela. Su forma y diseño también pretende sugerir los brazos extendidos del Sagrado Corazón, y el tradicional Bahay Kubo filipino. El sitio cuenta con una superficie total de 10.200 metros cuadrados y un aforo de 1.000 personas.